# USS Commencement Bay (CVE-105)
USS Commencement Bay (CVE-105) – lotniskowiec eskortowy typu Commencement Bay, który służył w United States Navy podczas II wojny światowej. Pełnił głównie zadania szkoleniowe.
Jednostkę zwodowano 9 maja 1944 roku w stoczni Todd Pacific Shipyards. Wszedł do służby 27 listopada 1944 roku.
1 lutego 1945 roku zameldował się w Seattle w celu pełnienia funkcji jednostki szkolnej w Puget Sound, do 2 października 1945 roku. W tym czasie przeszkolił 545 oficerów oraz 5053 podoficerów i marynarzy dla siostrzanych lotniskowców eskortowych. Sprawdził też kwalifikacje 249 pilotów. 
30 listopada 1946 roku został przesunięty do rezerwy.
Przeklasyfikowany CVHE-105 12 czerwca 1955 roku i AKV-37 7 maja 1959 roku.